# ジュニア (ファッションモデル)
ジュニア（Junior Oliveira、1982年8月23日 - ）は、ブラジル出身の男性ファッションモデル。GIG MANAGEMENT JAPAN所属。
趣味はウェイトトレーニング、スノーボード、サイクリング、登山。

## 人物
有名アーティストのミュージック・ビデオや、モスバーガー、日産・キューブのCMなどに出演。MEN'S NON-NOやTARZANといったファッション雑誌に登場している。また、ペプシネックス、リーバイス、ナイキ、アディダス、リーボック、ヨネックスなどの広告や、ファッションショーでは東京コレクション、パリ・コレクション、ミラノコレクションにも出演。フランスのモデル事務所にも所属している。

## 主な出演

### CM
- 日産・キューブ　『羊と狼 篇』
- モスバーガー 「ナンタコス」
- シヤチハタ 『つくれるシヤチハタ 篇』
- ユニクロ
- NTT Docomo 九州
- コカ・コーラ
- ペプシネックス 『PEPSI NEX ×Levi's 　キャンペーン 篇』
- ライトオン
- ホンダ・ストリーム

### PV
- Mr.Children 「Worlds end」
- 鈴木亜美 「ねがいごと」
- 中島美嘉 「RESISTANCE」
- 宇多田ヒカル

### ショー
- Roen
- NUMBER(N)INE
- COMME des GARCONS
- HUGO BOSS
- ILIAD
- MIHARA YASUHIRO
- WHEREABOUTS
- Michiko London

### 広告
- リーバイス
- アディダス
- プーマ
- ユナイテッドアローズ
- ユニクロ
- ナイキ

### 雑誌
- ターザン
- MEN'S NON-NO
- POPEYE
- BRUTUS
- an・an